# Planinska ločika
Planinska ločika (znanstveno ime Cicerbita alpina) je gorska rastlina iz družine nebinovk.

## Opis
Planinska ločika zraste od 60 do 230 cm v višino in ima pokončno, okroglo steblo. Listi rastline so tanki in imajo značilen kopjasto oblikovan končni rogelj. Cvetovi so modro do modrovijolični in rastejo v grozdih, rastlina pa cveti julija in avgusta.
Najbolj ji prija bazična podlaga, uspeva pa tudi na šibko kisli zemlji. Najpogosteje raste družno med grmovjem in po gorskih gozdovih na nadmorskih višinah med 350 in 2200 metri. Razširjena je po Pirinejih, Juri, Alpah, pa tudi po Karpatih, Apeninih ter po hribih Balkana in severne Evrope.